# Oriolampas
Oriolampas is een geslacht van uitgestorven zee-egels uit de familie Plesiolampadidae. Vertegenwoordigers van dit geslacht zijn slechts als fossiel bekend.